# 2016年リオデジャネイロオリンピックのラグビー競技

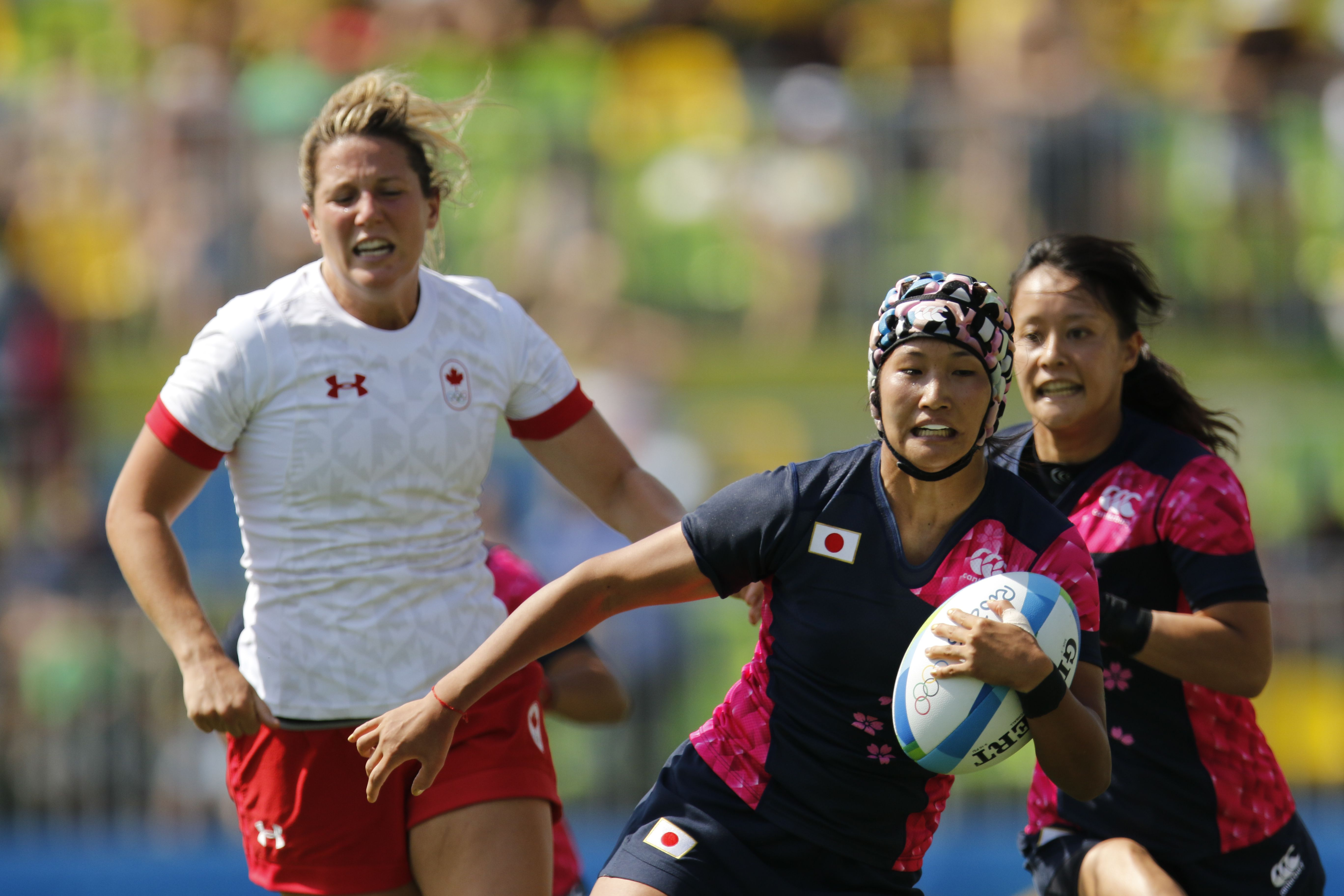
2016年夏季オリンピック女子7人制ラグビーのカナダ対日本

2016年リオデジャネイロオリンピックのラグビー競技（2016ねんリオデジャネイロオリンピックのラグビーきょうぎ）は、女子は2016年8月6日から8日、男子は9日から11日に、2016年リオデジャネイロオリンピックで実施されたラグビー。7人制ラグビーを実施。会場はいずれもエスタジオ・ジ・デオドロ。

## 概要
ワールドラグビー管轄の下で実施され、男女各12か国ずつが参加する。1924年のパリ大会以来92年ぶりの開催となる。7人制としてはオリンピック競技では初の実施となった。大会は3日間に渡って実施される 。
出場枠は2014-15シーズンのセブンズシリーズの総合成績上位4か国に加えて、各大陸連盟の予選勝者、ならびに世界最終予選勝者と開催国ブラジルの12か国である。
なお、女子アフリカ予選では南アフリカが全勝優勝したが、南アフリカスポーツ連盟・オリンピック委員会（SASCOC）が、大陸予選を勝ち抜いただけではオリンピック参加資格基準を満たさないという方針に基づき女子代表のオリンピック参加を承認しなかったため、代わりに同予選2位のケニアが出場することになった。（南アフリカ男子代表は既に2014-15セブンズシリーズで準優勝の成績を収め出場権を獲得していたが、女子代表は2014-15ワールドラグビー女子セブンズシリーズで12位に終わり出場権を得られていなかった。）

## 参加国

### 男子
| 男子                             | 代表決定日     | 開催国           | 枠数 | 出場権獲得       |
| -------------------------------- | -------------- | ---------------- | ---- | ---------------- |
| 開催国                           | -              | -                | 1    | ブラジル         |
| ワールドラグビーセブンズシリーズ | 2015年5月17日  | Various（9会場） | 4    | フィジー         |
| ワールドラグビーセブンズシリーズ | 2015年5月17日  | Various（9会場） | 4    | 南アフリカ共和国 |
| ワールドラグビーセブンズシリーズ | 2015年5月17日  | Various（9会場） | 4    | ニュージーランド |
| ワールドラグビーセブンズシリーズ | 2015年5月17日  | Various（9会場） | 4    | イギリス         |
| 南米予選                         | 2015年6月8日   | サンタフェ       | 1    | アルゼンチン     |
| 北中米予選                       | 2015年6月14日  | ケーリー         | 1    | アメリカ合衆国   |
| ヨーロッパ予選                   | 2015年7月12日  | Various（3会場） | 1    | フランス         |
| アジア予選                       | 2015年11月8日  | 香港             | 1    | 日本             |
| アフリカ予選                     | 2015年11月15日 | ヨハネスブルグ   | 1    | ケニア           |
| オセアニア予選                   | 2015年11月15日 | オークランド     | 1    | オーストラリア   |
| 世界最終予選                     | 2016年6月19日  | モナコ           | 1    | スペイン         |
| 合計                             | 合計           | 合計             | 12   |                  |

#### アジア予選
7人制ラグビー男子日本代表は2014-15ワールドラグビーセブンズシリーズ（英語版）にコアチームとして参戦したが、総合成績でコアチームの中で最下位（15位）に終わり、アジア予選からのオリンピック出場を目指すこととなった。
アジア予選には、開催地の香港を含む9チームにインド・チェンナイで行われた予備予選を勝ち抜いたイランを加えた10チームが出場した。日本は予選ラウンドの全試合（4試合）を完封勝利し首位で突破すると、準決勝ではスリランカ、決勝では香港を破り、オリンピック出場権を獲得した。（15人制も含めて初出場）

### 女子
| 女子                                 | 代表決定日     | 開催国           | 枠数 | 出場権獲得       |
| ------------------------------------ | -------------- | ---------------- | ---- | ---------------- |
| 開催国                               | -              | -                | 1    | ブラジル         |
| ワールドラグビー女子セブンズシリーズ | 2015年5月23日  | Various（6会場） | 4    | ニュージーランド |
| ワールドラグビー女子セブンズシリーズ | 2015年5月23日  | Various（6会場） | 4    | カナダ           |
| ワールドラグビー女子セブンズシリーズ | 2015年5月23日  | Various（6会場） | 4    | オーストラリア   |
| ワールドラグビー女子セブンズシリーズ | 2015年5月23日  | Various（6会場） | 4    | イギリス         |
| 南米予選                             | 2015年6月8日   | サンタフェ       | 1    | コロンビア       |
| 北中米予選                           | 2015年6月14日  | ケーリー         | 1    | アメリカ合衆国   |
| ヨーロッパ予選                       | 2015年7月12日  | カザン ブリーヴ  | 1    | フランス         |
| アジア予選                           | 2015年11月29日 | 香港 東京        | 1    | 日本             |
| アフリカ予選                         | 2015年9月27日  | ヨハネスブルグ   | 1    | ケニア           |
| オセアニア予選                       | 2015年11月15日 | オークランド     | 1    | フィジー         |
| 世界最終予選                         | 2016年6月26日  | ダブリン         | 1    | スペイン         |
| 合計                                 | 合計           | 合計             | 12   |                  |

#### アジア予選
7人制ラグビー女子日本代表は2014-15ワールドラグビー女子セブンズシリーズ（英語版）のコアチーム昇格決定大会（香港）の準々決勝で敗れ、コアチーム昇格を逃した（最終順位は5位）ため、アジア予選からのオリンピック出場を目指すこととなった。
アジア予選には、5チームにインド・チェンナイで行われた予備予選で3位となったグアムを加えた6チームが出場した。香港大会（香港スタジアム）と日本大会（秩父宮ラグビー場）の総合成績1位のチームがオリンピック出場権を獲得する。日本は両大会とも、プール総当り戦で4勝1敗の成績を収め決勝に進出、決勝ではいずれもカザフスタンを破り優勝を果たし、総合成績でも1位となったため、オリンピック出場権を獲得した。

## 競技結果
12チームを4チームずつ3グループに分け、総当り戦を行い、各グループの上位2チームと3位のチームのうち成績上位2チームの計8チームが決勝トーナメントに進出した。また、決勝トーナメント進出を逃した4チームと、決勝トーナメントの準々決勝で敗れた4チームは、それぞれトーナメント形式で順位決定戦を行った。
男子日本代表はグループリーグでは、2014-15シーズンのセブンズシリーズで3位となりトップシードの4チームに含まれていたニュージーランド代表を破るなど、2勝1敗の成績で2位となり、決勝トーナメントに進出した。準々決勝でフランス代表に勝利したものの、準決勝でフィジー代表、3位決定戦で南アフリカ代表に敗れ、4位となりメダル獲得はならなかった。
女子日本代表はグループリーグでは3敗の成績で4位となり、決勝トーナメント進出を逃した。9-12位決定トーナメントではケニア代表に勝利、ブラジル代表に敗れた結果、10位となった。
| 種目      | 金 | 銀 | 銅 |
| --------- | --- | --- | --- |
| 男子 詳細 | フィジー (FIJ) マスヴェシ・ダクワカ アピサイ・ドモライライ オセア・コリニサウ セミ・クナタニ ビリアメ・マタ レオネ・ナカラワ ヴァテモ・ラヴォウヴォウ キティオネ・タリガ チョスア・トゥイソヴァ ジュリー・トゥワイ ジェサ・ヴェレマルーア サミソニ・ヴィリヴィリ | イギリス (GBR) マーク・ベネット ダン・ビビー フィル・バージェス サム・クロス ジェームズ・デーヴィス オリー・リンゼイ＝ヘイグ ルーリー・マコノキー トム・ミッチェル ダン・ノートン マーク・ロバートソン ジェームス・ロドウェル マーカス・ワトソン                             | 南アフリカ (RSA) セシル・アフリカ ティム・アガバ カイル・ブラウン フアン・デ・ヨング ジャスティン・ゲドゥルト ヴェルナー・コック チェスリン・コルビ ディラン・セイジ シアベロ・セナトラ クワッガ・スミス フィリップ・スナイマン ロスコー・スペックマン         |
| 女子 詳細 | オーストラリア (AUS) ニコール・ベック シャルロッテ・キャスリック エミリー・チェリー クロエ・ダルトン ジェマ・エサリッジ エリア・グリーン シャノン・パリー エヴァニア・ペリティ アリシア・カーク エマ・トネガト エイミー・ターナー シャーニ・ウィリアムズ         | ニュージーランド (NZL) シャキーラ・ベイカー ケリー・ブレイジャー ゲイル・ブロートン テリーサ・フィッツパトリック サラ・ゴス フリアナ・マニュエル ケイラ・マカリスター タイラ・ネイサン・ウォン テリーナ・テ・タマキ ルビー・トゥイ ナイル・ウィリアムズ ポーシャ・ウッドマン | カナダ (CAN) ブリタニー・ベン ハンナ・ダーリング ビアンカ・ファレラ ジェン・キッシュ ギレーヌ・ランドリー ミーガン・ルーカン ケイラ・モレスキー カレン・パキン ケリー・ラッセル アシュリー・ステアシー ナターシャ・ウォッチャム＝ロイ チャリティ・ウィリアムズ |

## 国・地域別のメダル獲得数
| 順   | 国・地域               | 金 | 銀 | 銅 | 計 |
| ---- | ---------------------- | -- | -- | -- | -- |
| 1    | フィジー (FIJ)         | 1  | 0  | 0  | 1  |
| 1    | オーストラリア (AUS)   | 1  | 0  | 0  | 1  |
| 3    | イギリス (GBR)         | 0  | 1  | 0  | 1  |
| 3    | ニュージーランド (NZL) | 0  | 1  | 0  | 1  |
| 5    | 南アフリカ (RSA)       | 0  | 0  | 1  | 1  |
| 5    | カナダ (CAN)           | 0  | 0  | 1  | 1  |
| 合計 | 合計                   | 2  | 2  | 2  | 6  |